# Staurogyne cremostachya
Staurogyne cremostachya är en akantusväxtart som beskrevs av Cornelis Eliza Bertus Bremekamp. Staurogyne cremostachya ingår i släktet Staurogyne och familjen akantusväxter. Inga underarter finns listade i Catalogue of Life.